# Det Kongelige Biblioteks Have
Det Kongelige Biblioteks Have – eller Bibliotekshaven – er et haveanlæg på Slotsholmen i København. Det blev indviet i 1920 på det sted, hvor tidligere Tøjhushavnen havde ligget.

## Historie
I 1863-64 blev Christian 4.s gamle krighavn, Tøjhushavnen, tilkastet efter at have ligget ubenyttet hen i en årrække. I årene efter skød en række militære værkstedsbygninger op på den tilkastede havns område. 
I 1898-1906 opførtes tæt ved havnen en ny bygning til Det Kongelige Bibliotek efter tegninger af arkitekten Hans J. Holm, og biblioteket flyttede fra sine lokaler i Frederik 3.s gamle biblioteksbygning til den nye bygning. I 1920 anlagde havearkitekten Jens Peder Andersen og arkitekterne Thorvald Jørgensen og Johannes Magdahl Nielsen et haveanlæg foran biblioteket på det område, hvor krigshavnen tidligere havde ligget. Et lille bassin midt i haven minder den dag i dag om havnen. Endvidere er der i muren for enden af haven indmuret et par gamle fortøjringsringe fra krigshavnen.
Anlægget blev i 1923 præmieret af Foreningen til Hovedstadens Forskønnelse.

## Ekstern henvisning
- Slots- og Ejendomsstyrelsens side om Det Kongelige Biblioteks Have Arkiveret 9. juni 2011 hos  Wayback Machine

- Wikimedia Commons har flere filer relateret til Det Kongelige Biblioteks Have

55°40′28.67″N 12°34′52.51″Ø / 55.6746306°N 12.5812528°Ø